# ドナ・ジグリオッティ
ドナ・ジグリオッティ（Donna Gigliotti, 1955年 - ）は、アメリカ合衆国の映画プロデューサーである。

## 人物
『恋におちたシェイクスピア』を製作したことによりデヴィッド・パーフィット、ハーヴェイ・ワインスタイン、エドワード・ズウィック、マーク・ノーマンと共にアカデミー作品賞を受賞した。

## フィルモグラフィ
- 湖畔のひと月 A Month by the Lake (1995) 製作総指揮
- Emma エマ Emma (1996) 製作総指揮
- 恋におちたシェイクスピア Shakespeare in Love (1998) 製作
- 悪女 Vanity Fair (2004) 製作
- 恋愛上手になるために The Good Night (2007) 製作
- トゥー・ラバーズ Two Lovers (2008) 製作
- 愛を読むひと The Reader (2008) 製作
- シャンハイ Shanhai (2010) 製作
- モールス Let Me In (2010) 製作
- ケイト・レディが完璧な理由 I Don't Know How She Does It (2011) 製作
- ウォリスとエドワード 英国王冠をかけた恋 W.E. (2011) 製作総指揮
- 世界にひとつのプレイブック Silver Linings Playbook (2012) 製作
- 思いやりのススメ The Fundamentals of Caring (2016) 製作
- ドリーム Hidden Figures (2016) 製作